# Cuthwulf (Hereford)
Cuthwulf († zwischen 857 und 866) war Bischof von Hereford. Er wurde zwischen 836 und 839 zum Bischof geweiht und trat sein Amt im gleichen Zeitraum an. Er starb zwischen 857 und 866.